# Räbi
Räbi – wieś położona w estońskiej gminie Otepää.
Według spisu ludności z 2025 roku wieś Räbi miała 70 mieszkańców.